# Knut Holst
Knut Holst (ur. 3 grudnia 1884 w Hokksund, zm. 4 lutego 1977) – norweski kombinator norweski uczestniczący w zawodach w latach 1910-1919.
Zdobył on wraz z Otto Tangenem medal Holmenkollen w 1911.